# 진 (지지)
진(辰)은 지지의 다섯째로, 용을 상징한다. 오행에서는 토(土)에 속하며, 음양에서는 양(陽)에 해당한다.

## 속성 및 특징
용띠는 12지 중에서 유일한 상상의 동물인데, 동아시아에서 숭배되었던 상상의 동물이었기 때문에 용띠인 사람들은 동아시아에서 가장 축복받은 사람들로 취급받기도 한다. 용띠는 나머지 11가지인 동물들의 특징을 고루 가지고 있기 때문에 대부분의 띠와 궁합이 좋다고도 믿어져왔다. 더불어 용은 울지 않는 동물이기에 가장 기가 세고 용맹한 동물로도 받아들여진다. 뱀과 닮았지만 정의로운 것을 좋아하기에 간사한 동물이라고 취급받는 뱀을 싫어한다고 전해진다. 인색하지 않아 대의적이고 현실에 집착하지 않으며 항상 큰 그림을 바라본다는 특성을 가지고 있다. 용띠는 장군과 연이 있기에, 아주 힘든 시기에는 언제나 출세한다고 하지만 오히려 안정적인 곳에서는 성장하기 어렵다고 전해진다.
그러나 용은 동아시아에서 암컷 개체가 없는 것으로 믿어져왔고, 그때문에 용띠인 사람들 중 여성은 힘들다는 미신도 있다. 용의 고귀한 특성 탓에 배설 행위를 하지 않고 자손도 두지 않으며 죽지 않는 동물이기 때문에 농사 일과 같은 일에 적합하지 않으며, 공무원이나 높은 자리에 적합하다는 믿음도 있다. 더불어 용은 개와 돼지같이 낮다고 생각되는 동물을 싫어하여, 개와 돼지띠와는 상충이 된다고 전해진다. 혹은 모든 것이 완벽하지만 코가 돼지코이고 이빨이 개의 이빨인 것을 자신의 단점이라 생각하는 용이 개와 돼지를 싫어한다는 속설도 존재한다. 완벽한 것을 원하기에 절제하지 않는 것을 조심해야 한다고도 전해진다. 반대로, 바로 이전의 띠인 토끼띠는 가장 여성스러운 띠로 취급되며 토끼띠 남성은 힘들다는 미신이 존재한다.
중국의 '위대한 경주' 설화에서는 여러 가지 판본으로 전해져 내려온다. 본래 날아다닐 수 있는 동물이기에 가장 먼저 들어와서 1번째 자리를 차지할 수 있었으나, 용은 옥황상제에게 가던 도중 어려움에 처한 많은 사람들을 발견하게 되었고 선한 성격을 가지고 있었던 덕분에 이들을 모두 도와주게 된다. 날씨를 조종하는 뛰어난 힘으로 사람들을 돕다가 늦어 5번째를 차지했다는 이야기를 가지고 있다. 혹은 다음에 오는 뱀이 용의 구름에 몰래 타서 6등으로 들어왔다는 이야기도 있으며, 이것에 이어서 뱀이 용에게 도움을 청했고, 자신이 결승선을 통과하게 되면 좋은 것을 주겠다고 하였고 용에 이어서 6등으로 들어왔으나, 용과 뱀이 들어온 것은 1등과 2등이 아니라 5등과 6등이라고 하여 대가를 지불하지 않았고 뱀이 허물만 벗어줬다는 이야기도 존재한다. 뱀에게 속아넘어간 용은 뱀과 사이가 나빠졌다고도 한다.
다음은 점술에서 용띠와 조화, 무난, 상충하는 띠이다.
- 조화: 쥐, 소, 범, 토끼, 용, 말, 원숭이, 닭
- 무난: 양
- 상충: 뱀, 개, 돼지

## 진을 포함한 간지
- 무진
- 경진
- 임진
- 갑진
- 병진

## 오행
- 청룡(갑목), 파랑
- 홍룡(병화), 빨강
- 황룡(무토), 노랑
- 백룡(경금), 하양
- 흑룡(임수), 검정

## 용띠 인물
| 년도   | 날짜           | 국적            | 직업&신분                      | 인물                                     | 비고                                                        |
| ------ | -------------- | --------------- | ------------------------------ | ---------------------------------------- | ----------------------------------------------------------- |
| 1280년 |                | 로마 제국       | 성직자                         | 베네딕토 12세                            | 197대 로마 교황                                             |
| 1292년 |                |                 |                                |                                          |                                                             |
| 1304년 | 7월 20일       | 이탈리아        | 시인                           | 페트라르카                               |                                                             |
| 1304년 | 10월 30일      | 고려            | 문신                           | 염제신(廉悌臣)                           |                                                             |
| 1316년 | 5월 14일       | 로마 제국       | 신성 로마 제국 황제            | 카를 4세                                 | 룩셈부르크 왕가 출신                                        |
| 1316년 | 미상           | 고려            | 문신                           | 류숙(柳淑)·최영(崔瑩)                    |                                                             |
| 1328년 | 5월 9일        | 고려            | 문신 이색(李穡)                |                                          |                                                             |
| 1328년 | 10월 21일      | 명나라          | 초대 태조 홍무제               | 주원장                                   |                                                             |
| 1340년 | 3월 6일        | 잉글랜드        |                                | 제1대 랭커스터 공작 곤트의 존            |                                                             |
| 1352년 | 11월 6일       | 고려 말&조선 초 | 문신                           | 권근(權近)                               |                                                             |
| 1364년 |                |                 |                                |                                          |                                                             |
| 1376년 | 8월 13일       | 조선            | 문신                           | 하연(河演)                               |                                                             |
| 1388년 | 6월 13일       | 잉글랜드        | 중세 잉글랜드 귀족             | 솔즈베리 백작 4세 토머스 몬터큐트        | 백년 전쟁 당시 잉글랜드 주요 군사령관                       |
| 1400년 | 미상           | 조선            | 문신                           | 정사(鄭賜) 이효상(李孝常) 한확(韓確)     |                                                             |
| 1412년 | 1월 6일        | 프랑스          |                                | 잔 다르크(Jeanne d'Arc)                  |                                                             |
| 1412년 | 미상           | 조선            | 문신                           | 김자행(金自行) 이친(李𡩁) 박중손(朴仲孫) |                                                             |
| 1424년 | 10월 31일      | 폴란드&헝가리   | 국왕                           | 브와디스와프 3세                         |                                                             |
| 1436년 | 조선           | 문신            | 광산김씨 양간공파              | 김극뉴(1436-1496)                        | 사간원(司諫院)의 대사간(大司諫)을 역임.                     |
| 1448년 |                |                 |                                |                                          |                                                             |
| 1460년 |                |                 |                                |                                          |                                                             |
| 1472년 | 10월 31일      | 명나라          | 철학자                         | 왕수인                                   |                                                             |
| 1484년 | 1월 1일        | 스위스          | 신학자                         | 울리히 츠빙글리                          |                                                             |
| 1496년 | 3월 28일       | 프랑스 왕국     | 프랑스 왕족                    | 메리 튜더                                | 루이 12세 왕비                                              |
| 1496년 | 5월 12일       | 스웨덴          | 국왕                           | 구스타브 1세 바사                        |                                                             |
| 1496년 | 미상           | 일본            | 센고쿠 시대 무장               | 다이겐 셋사이                            |                                                             |
| 1508년 |                |                 |                                | 제인 시무어                              | 헨리 8세의 세 번째 부인으로, 1507년이란 주장도 있다.        |
| 1520년 |                |                 |                                |                                          |                                                             |
| 1532년 | 6월 27일       | 조선            | 13대 국왕                      | 인순왕후                                 | 명종의 정비                                                 |
| 1544년 | 1월 19일       | 프랑스 왕국     | 프랑스 왕족                    | 프랑수아 2세                             |                                                             |
| 1544년 | 음력 2월 3일   | 조선            | 문신                           | 배응경(裵應褧)                           |                                                             |
| 1544년 | 음력 3월 2일   | 조선            | 문신                           | 이로(李魯)                               |                                                             |
| 1544년 | 음력 3월 12일  | 조선            | 문신                           | 조원(趙瑗)                               |                                                             |
| 1544년 | 음력 4월 8일   | 조선            | 문신                           | 이종장(李宗張)                           |                                                             |
| 1544년 | 음력 4월 14일  | 조선            | 문신                           | 박이현(朴而絢)                           |                                                             |
| 1544년 | 음력 5월 6일   | 조선            | 문신                           | 송선(宋瑄)                               |                                                             |
| 1544년 | 음력 6월 28일  | 조선            | 문신                           | 정윤복(丁胤福) 조헌(趙憲)                |                                                             |
| 1544년 | 음력 10월 21일 | 조선            | 문신                           | 현덕량(玄德良)                           |                                                             |
| 1544년 | 음력 10월 30일 | 조선            | 문신                           | 황섬(黃暹)                               |                                                             |
| 1544년 | 음력 11월 13일 | 조선            | 문신                           | 박동현(朴東賢)                           |                                                             |
| 1544년 | 음력 11월 15일 | 조선            | 문신                           | 임탁(任鐸)                               |                                                             |
| 1556년 | 1월 6일        | 일본            | 센고쿠 시대 무관               | 도도 다카토라                            |                                                             |
| 1556년 | 1월 6일        | 일본            | 센고쿠 시대 무관               | 가모 우지사토                            |                                                             |
| 1556년 | 미상           | 조선 중기       | 문신·정치인·시인·작가          | 이항복                                   |                                                             |
| 1568년 | 8월 6일        | 로마 제국       | 성직자                         | 교황 우르바노 8세                        | 235대 로마 교황. 본명은 마페오 바르베리니(Maffeo Barberini) |
| 1580년 |                |                 |                                |                                          |                                                             |
| 1592년 | 1월 5일        | 인도            | 무굴 제국 황제                 | 샤 자한                                  |                                                             |
| 1592년 | 11월 28일      | 중국            | 청나라 2대 황제                | 홍타이지(숭덕제)                         |                                                             |
| 1604년 | 8월 12일       | 일본            | 에도 막부 3대 쇼군             | 도쿠가와 이에미쓰                        | 일본 도쿠가와 막부(德川幕府)의 우두머리                     |
| 1616년 |                |                 |                                |                                          |                                                             |
| 1628년 | 1월 8일        | 프랑스          | 프랑스 원수                    | 뤽상부르 공작 프랑수아 앙리 드 몽모랑시  |                                                             |
| 1628년 | 3월 17일       | 프랑스          | 조각가                         | 프랑수아 지라르동                        |                                                             |
| 1640년 | 6월 9일        | 로마 제국       | 신성 로마 제국 황제            | 레오폴트 1세                             |                                                             |
| 1652년 | 2월 14일       | 프랑스          | 프랑스 군인                    | 탈라르 공작                              | 스페인 왕위계승전쟁                                         |
| 1652년 | 4월 7일        | 로마 제국       | 성직자                         | 교황 클레멘스 12세                       | 246대 로마 교황                                             |
| 1652년 | 4월 21일       | 프랑스          | 수학자                         | 미셸 롤                                  |                                                             |
| 1664년 | 11월 7일       | 중국 청나라     | 군인 겸 정치인                 | 보르지기트 반디                          |                                                             |
| 1676년 | 8월 26일       | 영국            | 정치인                         | 로버트 월폴                              |                                                             |
| 1676년 | 미상           | 조선후기        | 화가 & 문신                    | 정선                                     |                                                             |
| 1688년 | 1월 29일       | 스웨덴          | 신학자                         | 에마누엘 스베덴보리                      |                                                             |
| 1688년 | 2월 4일        | 프랑스          | 소설가                         | 피에르 드 마리보                         |                                                             |
| 1688년 | 11월 20일      | 조선            | 20대 국왕                      | 경종                                     |                                                             |
| 1700년 | 2월 8일        | 스위스          | 수학자                         | 다니엘 베르누이                          |                                                             |
|        | 4월 30일       | 스웨덴          | 왕족                           | 홀슈타인-고트로프 공작 카를 프리드리히   | 표트르 3세 아버지                                           |
| 1712년 | 5월 19일       | 조선 후기       | 실학자                         | 신경준                                   |                                                             |
| 1712년 | 12월 25일      | 조선 후기       | 실학자                         | 안정복                                   |                                                             |
| 1712년 | 미상           | 조선 후기       | 화가                           | 최북                                     |                                                             |
| 1712년 |                | 일본            | 에도 시대 유학자               | 뉴이 미쓰기                              |                                                             |
| 1712년 | 1월 24일       | 독일 제국       | 프로이센의 군주                | 프리드리히 2세                           |                                                             |
| 1712년 | 6월 28일       | 프랑스          | 계몽주의 철학자                | 루소                                     |                                                             |
| 1712년 | 12월 12일      | 오스트리아      | 군인                           | 알렉산더                                 |                                                             |
| 1724년 | 4월 22일       | 독일            | 철학자                         | 칸트                                     | 독일 관념철학의 기초를 놓은 프로이센의 철학자               |
| 1736년 | 1월 25일       | 이탈리아        | 수학자&천문학자                | 라그랑주                                 |                                                             |
| 1748년 | 2월 15일       | 영국            | 철학자                         | 벤담                                     |                                                             |
| 1748년 | 12월 24일      | 조선 후기       | 문신&실학자                    | 유득공                                   |                                                             |
| 1760년 | 8월 20일       | 로마            | 성직자                         | 교황 레오 12세                           | 252대 로마 교황                                             |
| 1760년 | 10월 27일      | 프로이센 왕국   | 프로이센 육군원수 & 군사개혁자 | 그나이제나우                             |                                                             |
| 1772년 | 8월 30일       |                 | 방데 반란 지도자               | 앙리 드 라 로슈자클랭                    |                                                             |
| 1784년 | 2월 5일        |                 |                                | 낸시 행크스                              | 미국 제 16대 대통령 에이브러햄 링컨 어머니                  |
| 1784년 | 4월 9일        | 에스파냐        | 군인, 정치인                   | 리에고                                   |                                                             |
| 1784년 | 11월 15일      | 프랑스          | 베스트팔렌 왕국 국왕           | 보나파르트                               | 나폴레옹의 3번째 동생                                       |
| 1784년 | 11월 24일      | 미국            | 정치인                         | 재커리 테일러                            | 제 12대 대통령                                              |
| 1796년 | 7월 6일        | 러시아 제국     | 러시아 왕족                    | 러시아의 니콜라이 1세                    | 로마노프 왕조의 11번째 군주                                 |
| 1808년 | 4월 20일       | 프랑스          | 황제                           | 나폴레옹 3세                             |                                                             |
| 1808년 | 12월 29일      | 미국            | 정치인                         | 앤드루 존슨                              | 미국 17대 대통령                                            |
| 1820년 | 2월 4일        | 체코            | 소설가                         | 보제나 넴초바                            |                                                             |
| 1820년 | 2월 17일       | 벨기에          | 음악가                         | 앙리 비외탕                              |                                                             |
| 1820년 | 4월 27일       | 영국            | 사회학자&철학자                | 허버트 스펜서                            |                                                             |
| 1820년 | 5월 12일       | 영국            | 간호사                         | 플로렌스 나이팅게일                      |                                                             |
| 1820년 | 10월 6일       | 스웨덴          | 오페라 가수                    | 제니 린드                                |                                                             |
| 1820년 | 11월 28일      | 독일            | 철학자                         | 프리드리히 엥겔스                        | 마르크스주의자                                              |
| 1820년 | 12월 21일      | 대한제국        |                                | 흥선대원군                               | 초대 황제 고종의 아버지                                     |
| 1832년 | 1월 23일       | 프랑스          | 화가                           | 에두아르 마네                            |                                                             |
| 1832년 | 3월 2일        | 일본            | 군인 겸 귀족 정치인            | 나카야마 다다요시                        |                                                             |
| 1832년 | 3월 30일       | 조선            | 문관 정치인 겸 외교관          | 김기수                                   |                                                             |
| 1844년 | 2월 20일       | 오스트리아      | 물리학자                       | 루트비히 볼츠만                          |                                                             |
| 1844년 | 3월 10일       | 스페인          | 작곡가                         | 파블로 데 사라사테                       |                                                             |
| 1844년 | 3월 18일       | 러시아          | 작곡가                         | 니콜라이 림스키코르사코프                |                                                             |
| 1844년 | 10월 15일      | 독일            | 철학자                         | 프리드리히 니체                          |                                                             |
| 1844년 | 10월 23일      | 프랑스          | 연극 배우                      | 사라 베르나르                            |                                                             |
| 1844년 | 11월 26일      | 독일            | 기술자 & 기업인                | 카를 벤츠                                |                                                             |
|        |                |                 |                                |                                          |                                                             |
|        |                |                 |                                |                                          |                                                             |

### 1856년생(13)
- 2월 5일 - 조선 말기 개화파 정치인 홍영식.
- 2월 19일 - 독일 법학자 루돌프 슈타믈러.
- 4월 24일 - 프랑스 군인 필리프 페탱.
- 4월 27일 - 중국 청 왕조 제10대 황제 동치제.
- 5월 6일 - 오스트리아 심리학자 지그문트 프로이트.
- 6월 14일 - 러시아 수학자 안드레이 마르코프.
- 7월 10일 - 세르비아 발명가, 물리학자 니콜라 테슬라.
- 8월 4일 - 조선 말기 정치인이자 일제 강점기의 조선귀족 조동희.
- 9월 1일 - 아일랜드 정치인 존 에드워드 레드먼드.
- 11월 21일 - 대한제국 외교관 유길준.
- 12월 11일 - 러시아 마르크스주의자, 정치인 게오르기 플레하노프.
- 12월 18일 - 영국 물리학자 조지프 존 톰슨.
- 12월 28일 - 미국 대통령이자 노벨 평화상 수상자 우드로 윌슨.

### 1868년생(10)
- 4월 13일 - 일본 우익 사상가 곤도 세이쿄.
- 4월 25일 - 한국 독립운동가 권병덕.
- 5월 18일 - 러시아의 니콜라이 2세, 러시아 제국 로마노프 왕조의 18번째 군주이자 마지막 황제.
- 5월 29일 - 오스만 제국 마지막 황제 압둘 메지드 2세.
- 6월 18일 - 헝가리 군인, 정치인 미클로시 호르티.
- 9월 23일 - 구한말 의병장 이인영.
- 10월 12일 - 일제강점기 독립군 홍범도.
- 10월 28일 - 미국 육상 선수 겸 작가 제임스 코놀리.
- 12월 3일 - 대한민국 독립운동가, 정치인 이시영
- 12월 5일 - 독일 물리학자 아르놀트 조머펠트.

### 1880년생(11)
- 1월 26일 - 더글러스 맥아더
- 2월 22일 - 한국 독립운동가 신규식.
- 2월 28일 - 마리아 올리비아 다 실바, 3번째로 오래 산 사람
- 3월 22일 - 고이소 구니아키, 조선 총독을 지낸 일본의 군인, 정치인
- 6월 27일 - 헬렌 켈러, 미국 작가, 교육자
- 6월 29일 - 루드비히 베크, 독일 군인
- 8월 26일 - 기욤 아폴리네르, 프랑스의 시인 .
- 10월 7일 - 파울 하우서, 제2차 세계 대전 당시 독일 군인
- 11월 1일 - 알프레트 베게너, 독일 지질학자
- 12월 3일 - 페도르 폰 보크, 제2차 세계 대전 당시 독일 군인
- 12월 8일 - 신채호, 대한민국 독립운동가, 역사학자

### 1892년생(24)
- 1월 3일 - 영국 소설가 존 로널드 루엘 톨킨.
- 1월 12일 - 소련 군인 미하일 키르포노스.
- 1월 26일 - 미국 비행사 베시 콜먼.
- 2월 29일 - 중화민국 과학자 겸 정치인 천보좡.
- 3월 1일 - 일본 소설가 아쿠타가와 류노스케.
- 3월 4일 - 한국 소설가 이광수.
- 3월 9일 - 오스트리아-헝가리 황후 부르봉파르마의 치타.
- 4월 19일 - 황 애덕 황 에스터 독립 운동가.
- 5월 8일 - 영국 예술사회학자 아르놀트 하우저.
- 5월 25일 - 유고슬라비아 정치인 요시프 브로즈 티토.
- 5월 28일 - 나치 친위대 SS상급대장 요제프 디트리히.
- 6월 18일 - 독립운동가 김 마리아.
- 6월 21일 - 미국 신학자 라인홀트 니버.
- 6월 25일 - 731부대 대장 이시이 시로.
- 6월 26일 - 미국 소설가 펄 벅.
- 7월 1일 - 미국 작가 제임스 M. 케인.
- 7월 15일 - 독일 문학 비평가 발터 베냐민.
- 7월 18일 - 브라질 전 축구 선수 아르투르 프리덴라이히.
- 7월 23일 - 에티오피아 황제 하일레 셀라시에 1세
- 8월 4일 - 한국 독립운동가 조동호.
- 9월 4일 - 프랑스 작곡가 다리우스 미요.
- 10월 14일 - 소련 군인 안드레이 예료멘코
- 12월 4일 - 에스퍄나 독재자 프란시스코 프랑코.
- 날짜 미상 - 프랑스 과학철학자 알렉상드르 쿠아레.

### 1904년생(21)
- 2월 23일 - 대한민국 정치인 정일형.
- 2월 27일 - 대한민국 화가 이응노.
- 3월 7일 - 나치 독일 비밀경찰 총수 라인하르트 하이드리히.
- 3월 8일 - 대한민국 역사학자 신석호.
- 3월 25일 - 독일 형법학자이자 법철학자 한스 벨첼(Hans Welzel).
- 4월 20일 - 대한민국 판소리 국악인 겸 작곡가 임방울.
- 5월 16일 - 조선민주주의인민공화국 군인, 정치인 김무정.
- 5월 18일 - 대한민국 시인, 독립운동가 이육사.
- 4월 27일 - 이탈리아 아랍학자 프란체스코 가브리엘리
- 5월 29일 - 캐나다 정치철학자 유진 포시.
- 6월 7일 - 일제 강점기 & 대한민국의 영화배우 복혜숙.
- 7월 27일 - 폴란드 경제학자 오스카르 랑게.
- 8월 16일 - 미국 화학자 웬들 메러디스 스탠리.
- 8월 22일 - 중국 정치인 덩샤오핑.
- 9월 15일 - 이탈리아 왕국 마지막 국왕 움베르토 2세.
- 9월 21일 - 미국 작가 알렉산더 케이.
- 9월 26일 - 우크라이나 작가 미콜라 바잔.
- 10월 20일 - 캐나다 정치인 토미 더글러스.
- 11월 29일 - 우루과이 축구 선수, 축구 감독 엑토르 카스트로.
- 12월 10일 - 
  - 체코슬로바키아 정치인 안토닌 노보트니.
  - 대한민국 소설가 이태준.

### 1916년생(14)
- 1월 6일 - 대한민국 시인 겸 대학 교수 및 교육자 박목월
- 4월 10일 - 한국 화가 이중섭
- 5월 1일 - 러시아 출신 일본 야구 선수 빅토르 스타루힌
- 5월 4일 - 미국 도시계획가 제인 제이콥스
- 5월 10일 - 미국 작곡가 밀턴 배빗
- 6월 6일 - 대한민국 가수 이난영
- 6월 8일 - 영국 생물리학자 프랜시스 크릭
- 7월 16일 - 소련 군인, 저격수 류드밀라 파블리첸코
- 7월 26일 - 독일 히틀러 청소년단원 헤르바르트 노르쿠스
- 8월 21일 - 미국 교육심리학자 로버트 가네
- 8월 27일 - 터키 고고학자, 펜싱 선수 할레트 참벨
- 9월 13일 - 영국 작가 로알드 달
- 10월 26일 - 
  - 프랑스 정치인 프랑수아 미테랑
  - 대한민국 국어학자 박언걸

### 1928년생
- 1월 5일 - 사우디아라비아 정치인 술탄 이븐 압둘아지즈 알사우드.
- 1월 22일 - 대한민국 언론인 방우영.
- 1월 25일 - 구소련 외무장관, 그루지야 공화국 대통령 에두아르트 셰바르드나제.
- 2월 4일 - 조선민주주의인민공화국 정치인 김영남
- 2월 9일 - 네덜란드 축구 선수, 축구 감독 리뉘스 미헐스.
- 2월 15일 - 대한민국 군인 출신 정치인 함명수.
- 2월 27일 - 이스라엘 총리 아리엘 샤론.
- 3월 6일 - 콜롬비아 소설가가브리엘 가르시아 마르케스(1982년 노벨문학상 수상).
- 3월 16일 - 대한민국 배우 최무룡.
- 3월 28일 - 필즈상 수상 수학자 알렉산더 그로텐디크(독일 태생).
- 4월 6일 - 미국 생물학자 제임스 왓슨.
- 4월 22일 - 독일 작곡가 카를하인츠 슈톡하우젠.
- 5월 4일 - 이집트 대통령 호스니 무바라크.
- 5월 25일 - 미국 기업인 맬컴 글레이저.
- 5월 30일 - 벨기에 출신의 영화감독 아녜스 바르다.
- 6월 6일 - 대한민국 기업인 정세영.
- 6월 14일 - 아르헨티나 출신 사회주의 혁명가 체 게바라.
- 6월 28일 - 영국 물리학자 존 스튜어트 벨
- 7월 5일 - 프랑스 총리 피에르 모루아.
- 7월 23일 - 미국 작가 휴버트 셀비 주니어.
- 8월 4일 - 헝가리 배우 카다르 플로라.
- 8월 6일 - 미국 예술가 앤디 워홀.
- 8월 7일 - 캐나다 마술사 제임스 랜디.
- 8월 20일 - 대한민국 정치인 김수한
- 8월 25일 - 대한민국 개그맨 서영춘
- 9월 29일 - 헝가리 축구 선수, 축구 감독 런토시 미할리.
- 10월 1일 - 중국 정치인, 전 국무원 총리 주룽지.
- 10월 2일 - 대한민국 철학자 겸 시사평론가 김동길.
- 10월 3일 - 미국 미래학자 앨빈 토플러.
- 10월 8일 - 브라질 축구 선수 디디
- 10월 20일 - 중국 정치인, 전 국무원 총리 리펑.
- 11월 3일 - 일본 만화가 테즈카 오사무.
- 11월 10일 - 이탈리아 작곡가 엔니오 모리코네.
- 12월 7일 - 미국 언어학자, 정치운동가 노엄 촘스키.
- 12월 13일 - 대한민국 사회운동가 이용수.
- 12월 16일 - 미국 작가 필립 K. 딕.

### 1940년생
- 1월 1일 - 대한민국 방송인 황인용.
- 1월 4일
  - 영국 물리학자 브라이언 데이비드 조지프슨.
  - 프랑스 소설가 가오싱젠.
- 1월 26일 - 대한민국 정치인 김우식.
- 2월 6일 - 대한민국 성우 황일청.
- 2월 7일 - 대한민국 대금, 아쟁 명인 서용석. (→ 2013년)
- 2월 9일 - 남아프리카 공화국 작가 존 맥스웰 쿠체.
- 2월 24일 - 스코틀랜드 전 축구 선수 데니스 로.
- 2월 25일 - 대한민국 탤런트, 영화배우 여운계. (→ 2009년)
- 3월 1일 - 대한민국 시인 이근배.
- 3월 10일 - 미국 영화배우 척 노리스.
- 3월 16일
  - 독일 정치학자 클라우스 오페.
  - 대한민국 배우 김무생(→ 2005년).
- 3월 26일 - 미국 정치인 낸시 펠로시.
- 3월 27일 - 대한민국 성우 김순원.
- 4월 1일 - 케냐 환경·정치운동가 왕가리 마타이. (→ 2011년)
- 4월 5일 - 대한민국 정치인 박세환. (→ 2021년)
- 4월 8일
  - 대한민국 야구인 김응용.
  - 대한민국 기업인 임성기. (→ 2020년)
- 4월 13일 - 프랑스의 소설가, 2008년 노벨 문학상 수상자 장 마리 귀스타브 르 클레지오
- 4월 16일 - 덴마크의 마르그레테 2세, 덴마크 군주.
- 4월 25일 - 미국 배우 알 파치노.
- 5월 6일 - 대한민국 배우 김세윤.
- 5월 20일 - 중화민국 국적의 일본 프로 야구 선수, 야구 감독 오 사다하루.
- 6월 1일 - 물리학자  킵 손
- 6월 5일 - 대한민국 기업가 겸 대학 교수 차수웅.
- 6월 7일
  - 대한민국 배우 박근형.
  - 영국 가수 톰 존스.
- 6월 15일
  - 대한민국 국회의원 김도언.
  - 대한민국 배우 최불암.
- 6월 17일
  - 대한민국 가수 차도균.
  - 미국 경제학자 조지 애컬로프.
- 6월 19일 - 재일교포 출신 일본 프로 야구 선수 장훈.
- 6월 21일 - 대한민국 요리연구가 심영순.
- 6월 27일 - 미국 수학자 대니얼 퀼런. (→ 2011년)
- 7월 6일 - 카자흐스탄 정치인 누르술탄 나자르바예프.
- 7월 11일 - 대한민국 정치인 김종인
- 7월 13일 - 영국 배우 패트릭 스튜어트.
- 7월 15일 - 대한민국 배우 김지미.
- 7월 18일 - 미국 야구 선수 조 토리.
- 7월 18일 - 대한민국 배우 이영후.
- 8월 2일 - 대한민국 정치인 정창화. (→ 2022년)
- 8월 16일 - 대한민국 성우 이광세.
- 8월 17일 - 대한민국 배우 권성덕.
- 8월 25일 - 대한민국 변호사 이재후.
- 9월 4일 - 대한민국 정치인 엄창섭.
- 9월 15일 - 대한민국 가수 이금희
- 9월 20일 - 일본 제92대 총리 아소 다로.
- 10월 4일 - 대한민국 교육인 김광웅. (→ 2019년)
- 10월 9일 - 영국 대중음악가 (비틀즈의 멤버) 존 레논. (→ 1980년)
- 10월 14일 - 영국 가수 클리프 리처드.
- 10월 22일 - 대한민국 군인 겸 정치인 윤용남.  (→ 2021년)
- 10월 23일
  - 대한민국 변호사 김창국. (→ 2016년)
  - 브라질 전 축구 선수, 축구 행정가 펠레.
- 10월 24일 - 대한민국 희극인 겸 제 14대 국회의원 이주일. (→ 2002년)
- 11월 9일 - 대한제국 황족 출신 인물 이종. (→ 1966년)
- 11월 26일 - 이탈리아 수학자 엔리코 봄비에리.
- 11월 27일 - 홍콩 출신 중국 무술 배우 이소룡. (→ 1973년)
- 11월 29일 - 대한민국 정치인 서정갑.
- 12월 5일 - 대한민국 정치인 라종일
- 12월 25일 - 대한민국 그래픽 디자이너 양승춘. (→ 2017년)
- 12월 26일 - 미국 경제학자 에드워드 프레스콧.
- 12월 27일 - 대한민국 정치인 신중식.

### 1952년생
- 1월 1일 - 대한민국 배우 안성기
- 1월 5일
  - 대한민국 성우, 배우 장광.
  - 독일 축구선수 울리 회네스.
- 1월 7일 - 홍콩 배우 홍금보.
- 1월 9일 - 대한민국 전 부산광역시장 서병수.
- 1월 17일 - 일본 배우 사카모토 류이치.
- 1월 25일 - 대한민국 국회의원 박병석.
- 1월 28일 - 대한민국 정치인 강창일.
- 1월 29일 - 대한민국 과학자, 수의사 황우석.
- 1월 30일 - 미국 발명가 더그 엥겔바트.
- 2월 2일 - 대한민국 제18대 대통령 박근혜.
- 2월 7일
  - 대한민국 기업인 김승연.
  - 미국 정치인 존 히컨루퍼.
- 2월 8일 - 대한민국 정치인 문성현.
- 2월 22일 - 대한민국 군인 이계훈.
- 3월 1일 - 영국 전 축구 선수, 현 축구 감독 마틴 오닐.
- 3월 2일 - 러시아 정치인 세르게이 스테파신.
- 3월 11일 - 영국 작가 더글러스 애덤스.
- 3월 14일 - 대한민국 육군 군의관 소령 출신 의과대학 산부인과 교수 및 의학박사 고민환.
- 3월 15일 - 한국계 출신 미국 행정관료 겸 대학 교수 하워드 코(고경주).
- 3월 27일 - 대한민국 가수 김정호.
- 4월 1일 - 대한민국 희극인 이용식.
- 4월 2일 - 대한민국 만화가 이진주.
- 4월 10일 - 미국 액션 영화 배우 스티븐 시걸.
- 4월 29일 - 대한민국 전라북도지사 송하진.
- 5월 8일 - 대한민국의 배우 이덕화
- 5월 10일 - 브라질 전 축구 선수, 현 축구 감독 반데를레이 루셈부르구.
- 5월 16일 - 대한민국 탤런트 이계인.
- 5월 17일 - 아르헨티나 전 축구 선수, 현 축구 감독 호르헤 올긴.
- 5월 20일
  - 카메룬 전 축구 선수 로제 밀라.
  - 대한민국 성우 이정구.
  - 대한민국 공무원 이관세.
- 5월 22일 - 대한민국 야구 코치, 전 야구 선수 이종도.
- 6월 1일
  - 대한민국 코미디언 배연정.
  - 터키 전 축구선수, 현 축구 감독 셰놀 귀네슈.
- 6월 7일 - 영국 배우 리암 니슨.
- 6월 18일
  - 대한민국 기업인, SM 엔터테인먼트 대표이사 이수만.
  - 대한민국 배우 전인택
- 6월 26일 - 김정은 모친 고용희
- 6월 27일 - 대한민국 가수 이용복.
- 6월 30일 - 대한민국 물리학 교수 이성익.
- 7월 4일 - 폴란드 정치인 브로니스와프 코모로프스키.
- 7월 6일 - 이스라엘 수학자 아디 샤미르
- 7월 10일 - 대한민국의 정치인, 36대 국무총리 이해찬.
- 7월 15일 - 일본 정치인 고이케 유리코.
- 7월 17일 - 미국 가수, 배우 데이비드 해셀호프.
- 7월 21일
  - 대한민국 방송인 강석.
  - 대한민국 배우 전국환.
- 7월 22일 - 대한민국 배우 박정수.
- 7월 24일 - 대한민국 금융인 이주열.
- 7월 26일 - 대한민국 배우 명계남.
- 8월 2일 - 프랑스 전 축구 선수, 현 축구 감독 알랭 지레스.
- 8월 3일 - 아르헨티나 전 축구 선수, 현 축구 감독 오스발도 아르딜레스.
- 8월 13일 - 대한민국 가수 양희은.
- 8월 18일 - 미국 배우 패트릭 스웨이지.
- 8월 19일 - 대한민국의 성우 설영범.
- 8월 24일 - 대한민국 PD 이종한
- 8월 30일 - 영국 기업인 스티븐 랜스다운.
- 9월 5일 - 대한민국 배우 김영인.
- 9월 12일 - 이치케리야 체첸 공화국 2대 대통령 젤림한 얀다르비예프.
- 9월 13일 - 대한민국 배우 김주영.
- 9월 14일 - 대한민국 영문학자 장영희.
- 9월 17일 - 대한민국 소설가, 정치인 김한길.
- 9월 20일 - 대한민국 배우 송용태.
- 9월 25일 - 미국 영화배우 크리스토퍼 리브. (→ 2004년)
- 10월 1일 - 대한민국 국방인, 정치인 한기호.
- 10월 3일 - 대한민국 성우 김환진.
- 10월 5일 - 대한민국 수영선수 조오련.
- 10월 7일 - 러시아 대통령 블라디미르 푸틴.
- 10월 16일 - 대한민국 가수 조항조.
- 10월 18일 - 미국 야구인 제리 로이스터.
- 10월 31일 - 대한민국 코미디언, 영화배우 임하룡.
- 11월 5일 - 우크라이나 전 축구 선수, 현 축구 감독 올레흐 블로힌.
- 11월 15일 - 미국 프로레슬러 랜디 새비지.
- 11월 16일 - 일본 정치인 미야모토 시게루.
- 11월 20일 - 대한민국 기업인 최신원.
- 11월 25일 - 영국 기업인 스티브 모건.
- 12월 1일 - 대한민국 기업인 권오현.
- 12월 3일 - 대한민국 배우 김명곤.
- 12월 20일 - 대한민국 정치인, 45대 국무총리 이낙연.

### 1964년생
- 1월 7일 - 미국 배우 니컬러스 케이지.
- 1월 12일
  - 미국 기업인 제프 베저스.
  - 대한민국 성우 손선근
- 1월 15일 - 대한민국 배우 박충선.
- 1월 17일 - 미국 최초 흑인 퍼스트 레이디 미셸 오바마.
- 1월 20일 - 미국 언론인 파리드 자카리아.
- 1월 22일 - 대한민국 가수 김광석.
- 1월 27일 - 대한민국 배우 이병준.
- 1월 28일
  - 대한민국 배우 박해미.
  - 대한민국 전 야구 코치, 전 야구 선수 김태원.
- 2월 11일
  - 미국 정치인 세라 페일린.
  - 영국 격투기 선수 켄 섐록.
- 2월 16일
  - 브라질 축구인 베베투.
  - 대한민국 야구인 송진우.
- 2월 14일 - 대한민국 희극인 서승만.
- 2월 19일 - 대한민국 심리학자 이수정.
- 2월 25일
  - 대한민국 전 야구 선수, 현 야구 코치 강기웅.
  - 대한민국 성우 서윤석.
- 2월 29일
  - 대한민국 법조인 김영문.
  - 몰타 축구인 카르멜 부수틸.
- 3월 1일 - 스페인 축구 심판 루이스 메디나 칸탈레호.
- 3월 2일 - 대한민국 정치인 백운규.
- 3월 4일 - 미국 기업인 조너선 크래프트.
- 3월 5일 - 대한민국 전 야구 선수 김동기.
- 3월 7일 - 대한민국 정치인 김태년.
- 3월 9일 - 독일 축구 심판 헤르베르트 판델.
- 3월 13일 - 대한민국 배우 김경룡.
- 3월 14일 - 대한민국 배구인 신영철.
- 3월 18일 - 일본 성우 가나이 미카.
- 3월 19일 - 일본 작곡가 칸노 요코.
- 3월 21일
  - 이라크 전 축구 선수 아메드 라디.
  - 일본 소설가 에쿠니 가오리.
- 3월 30일 - 미국 배우 아이언 지어링.
- 4월 1일 - 대한민국 민주열사 박종철.
- 4월 10일 - 대한민국 정치인 신의진.
- 4월 14일 - 대한민국 배우 허준호.
- 4월 15일 - 대한민국 통일부 장관 홍용표.
- 4월 27일 - 대한민국 배우 성동일.
- 5월 1일 - 대한민국 전 야구 선수, 현 야구 코치 조계현.
- 5월 2일
  - 대한민국 가수 박상민.
  - 독일 축구 선수, 축구 감독 질비아 나이트.
- 5월 7일 - 대한민국 정치인 김연철.
- 5월 14일 - 대한민국 아나운서 신용철.
- 5월 16일 - 대한민국 농구 선수 정명희.
- 5월 20일 - 일본 정치인 겐바 고이치로.
- 5월 31일 - 일본 정치인 에다노 유키오.
- 6월 9일
  - 미국 기타리스트, 작곡가 닐 자자.
  - 대한민국 법조인, 정치인 윤갑근.
- 6월 15일 - 덴마크 전 축구 선수, 현 축구 감독 미카엘 라우드루프.
- 6월 19일 - 영국 정치인(현 58대 총리) 보리스 존슨.
- 6월 21일 - 미국 배우 데이비드 모리시.
- 6월 22일 - 대한민국 배우 배종옥.
- 6월 26일 - 핀란드 자동차 경주 선수 톰미 매키넨.
- 6월 27일 - 대한민국 배우 박준규.
- 7월 3일
  - 프랑스 태생 미국 배우 야들리 스미스.
  - 미국 영화 감독 페이턴 리드.
- 7월 6일
  - 대한민국 영화감독 김지운.
  - 대한민국 정치인 김도읍.
- 7월 18일
  - 대한민국 성우 고성일.
  - 대한민국 기자 황상무.
- 7월 20일 - 사운드가든, 오디오슬레이브 리드보컬 크리스 코넬
- 7월 24일
  - 일본 소설가 요시모토 바나나.
  - 미국 야구 선수 배리 본즈.
- 7월 26일 - 미국 배우 샌드라 불럭.
- 7월 30일 - 독일 전 축구 선수, 현 축구 감독 위르겐 클린스만.
- 8월 5일
  - 대한민국 아나운서 백지연.
  - 대한민국 언론인, 정치인 윤영찬.
- 8월 11일 - 대한민국 태생 미국 만화가 겸 기업가 짐 리(한국 이름 이용철).
- 8월 14일
  - 대한민국 정치인 박수현.
  - 대한민국 정치인 이학재.
  - 대한민국 기업인 변창흠.
- 8월 15일
  - 대한민국 가수 조정현.
  - 대한민국 배우 정흥채.
- 8월 19일 - 대한민국 정치인 이학재.
- 8월 29일 - 대한민국 성우 정미연.
- 9월 2일 - 미국 배우 키아누 리브스.
- 9월 4일 - 독일 베이스 가수 르네 파페.
- 9월 16일 - 미국 배우 몰리 섀넌.
- 9월 19일 - 대한민국 정치인 박수현.
- 9월 20일 - 홍콩 배우 장만옥.
- 9월 24일
  - 대한민국 배우 이재룡.
  - 대한민국 배우 최종환.
- 9월 25일 - 일본 성우 이노우에 기쿠코.
- 9월 27일 - 대한민국 뮤지컬배우 남경주.
- 9월 30일 - 이탈리아 배우 모니카 벨루치
- 10월 3일 - 아랍에미리트 전 축구 선수 아드난 알 탈리아니.
- 10월 5일 - 일본 성우 후지와라 케이지.
- 10월 7일 - 현 11대 부산 사하구청장 조정화 (민선, 한나라당).
- 10월 9일 - 멕시코 영화 감독 기예르모 델 토로
- 10월 13일 - 대한민국 국회의원 김진태.
- 10월 31일 - 네덜란드 전 축구 선수, 현 축구 감독 마르코 판 바스턴.
- 11월 3일 - 대한민국 배우 한석규.
- 11월 11일 - 대한민국 가수 이선희
- 11월 12일 - 대한민국 성우 차명화.
- 11월 13일 - 대한민국 배우 이대연
- 11월 14일 - 대한민국 배우 박정학
- 11월 16일
  - 대한민국 농구선수 임달식.
  - 프랑스 배우 겸 영화 감독 발레리아 브루니 테데스키.
- 11월 18일 - 대한민국 배우 최재성.
- 11월 20일 - 대한민국 시사평론가 이철희.
- 11월 26일 - 대한민국 시사평론가이며 은퇴 정치인 황장수.
- 11월 27일 - 이탈리아 전 축구 선수, 현 축구 감독 로베르토 만치니.
- 11월 30일 - 대한민국 희극인 노유정.
- 12월 1일 - 대한민국 정치인 안희정.
- 12월 3일 - 대한민국 정치인 강기정.
- 12월 4일 - 미국 배우 머리사 토메이.
- 12월 5일 - 대한민국 배드민턴 선수 박주봉.
- 12월 6일 - 대한민국 성우 홍성헌.
- 12월 10일 - 대한민국 전 야구 선수 여태구.
- 12월 11일 - 대한민국 천문학자 이태형.
- 12월 13일 - 일본 음악가, 기타리스트 히데.
- 12월 20일 - 미국 격투기 선수 마크 콜먼.
- 12월 25일
  - 대한민국 배우 안내상.
  - 대한민국 전  야구 선수, 현 야구 코치 최해명.
  - 터키 기업인 이을드름 데미뢰렌.
- 12월 28일 - 대한민국 배우 권오성.

### 1976년생
- 1월 1일 - 대한민국 배우 고주희.
- 1월 3일 -
  - 대한민국 배우 김태연.
  - 대한민국 희극인 김효진.
  - 대한민국 테니스선수 이형택.
- 1월 10일 - 대한민국 배우 최원영.
- 1월 12일 - 대한민국 배우 문정희.
- 1월 13일 - 대한민국 성우 서지연
- 1월 15일 - 대한민국 배우 현우섭.
- 1월 19일 - 대한민국 방송인 김동혁.
- 1월 25일 - 
  - 대한민국 전 야구 선수 김성균.
  - 대한민국 기업인 조원태.
- 1월 27일 - 대한민국 래퍼 조PD.
- 1월 28일 - 대한민국 MBC 아나운서 차미연.
- 2월 2일 - 대한민국 가수 오창훈 (원투).
- 2월 5일 - 오스트레일리아 축구 선수 존 알로이지.
- 2월 6일 - 대한민국 배우 이민영.
- 2월 7일 - 대한민국 성우 김은아.
- 2월 9일 - 
  - 대한민국 가수, 연기자, 방송인 홍경민.
  - 대한민국 아나운서 임정섭.
- 2월 11일 - 대한민국 배우 유선.
- 2월 16일
  - 일본 배우 오다기리 조.
- 2월 17일 - 대한민국 前 래퍼, 방송인 고영욱.
- 2월 19일 - 대한민국 가수 서지원.
- 2월 20일 - 대한민국 방송인 이현주.
- 2월 23일 - 미국 배우 켈리 맥도널드.
- 2월 24일 - 대한민국 배우 안선영.
- 2월 27일 - 일본 성우 타무라 유카리.
- 3월 1일 - 대한민국 가수,배우 김준희.
- 3월 3일 - 대한민국 배우 조진웅.
- 3월 5일
  - 대한민국 야구 코치, 전 야구 선수 김승관.
  - 미국 야구 선수 폴 코너코.
- 3월 7일 - 대한민국 MC 유영기.
- 3월 11일 - 대한민국 성우 정선혜.
- 3월 15일 - 대한민국 배우 이민우.
- 3월 16일 - 대한민국 배우 이수완.
- 3월 17일 - 우루과이 축구 선수 알바로 레코바.
- 3월 19일 - 대한민국 성우 신용우.
- 3월 20일 - 미국 록커 체스터 베닝턴 (린킨 파크).
- 3월 22일 - 미국 배우이자 영화 제작자 리스 위더스푼.
- 3월 23일 - 미국 가수 박정현.
- 3월 25일
  - 대한민국 배우 차태현.
  - 대한민국 가수 백지영.
- 3월 30일 - 일본 성우 카와스미 아야코.
- 4월 1일
  - 네덜란드 축구 선수 클라렌서 세이도르프.
  - 대한민국 배우 유상재.
- 4월 3일 - 브라질 축구 선수 이메르송.
- 4월 4일 - 대한민국 가수 김현정.
- 4월 5일
  - 대한민국 배우 이주현.
  - 대한민국 가수 하림.
  - 스페인 축구 선수 페르난도 모리엔테스.
- 4월 8일 - 대한민국 가수 고유진.
- 4월 13일 - 
  - 대한민국 배우 유지태.
  - 대한민국 배우 조재룡.
- 4월 20일 - 아일랜드 축구 선수 셰이 기븐.
- 4월 22일
  - 대한민국 정치인 황보승희.
  - 대한민국 배우 엄기준.
- 4월 24일 - 아일랜드 축구인 스티브 피넌.
- 4월 25일 - 대한민국 가수 김종국.
- 4월 26일 - 대한민국 성우 박신희.
- 5월 5일 - 아르헨티나 전 축구 선수 후안 파블로 소린.
- 5월 12일 - 대한민국 배우 오지호.
- 5월 14일 - 대한민국 배우 금광산.
- 5월 15일 - 대한민국 패션 디자이너 황재근.
- 5월 19일 - 미국 농구 선수 케빈 가넷.
- 5월 28일 - 대한민국 기자 이소정 (기자)
- 5월 29일 - 한국 성우 임주현.
- 5월 31일
  - 미국 배우 콜린 패럴.
- 6월 2일 - 브라질 종합격투기 선수 안토니우 호드리구 노게이라.
- 6월 4일 - 대한민국 요리연구가 홍신애.
- 6월 6일 - 일본 탑 모델 추성훈 아내 야노시호.
- 6월 11일 - 대한민국 배우 김희선.
- 6월 14일 - 대한민국 배우 박해준.
- 6월 16일 - 대한민국 배우 함소원.
- 6월 28일
  - 사우디아라비아 전 축구 선수 나와프 알 테미아트.
  - 대한민국 배우 김정현.
- 6월 30일
  - 대한민국 축구인 김영철.
  - 대한민국 야구인 임창용.
- 7월 1일
  - 대한민국 성우 곽윤상.
  - 네덜란드 축구 선수 뤼트 판 니스텔로이.
  - 네덜란드 전 축구 선수 파트릭 클라위버르트.
- 7월 5일
  - 대한민국 KBS 아나운서 백승주.
  - 포르투갈 축구 선수 누누 고메스.
- 7월 7일 - 대한민국 배우 고은미.
- 7월 17일 - 스웨덴 축구 선수 안데르스 스벤손.
- 7월 19일
  - 영국 배우 베네딕트 컴버배치.
  - 대한민국 배우 안연홍.
- 7월 21일 - 이란 축구인 바히드 하셰미안.
- 7월 24일
  - 대한민국 배우 김민준
  - 대한민국 SBS 아나운서 정석문.
- 7월 30일 - 국어 강사 오지훈
- 7월 31일 - 코스타리카 전 축구 선수 파울로 완초페.
- 8월 1일
  - 대한민국 배우 김남진.
  - 나이지리아 축구 선수 느왕쿼 카누.
- 8월 2일 - 오스트레일리아 배우 샘 워딩턴.
- 8월 4일 - 일본 성우 나바타메 히토미.
- 8월 5일 - 대한민국 배우 권상우.
- 8월 6일 - 대한민국 작곡가, 프로듀서 조영수.
- 8월 8일 - 대한민국 성우 최한.
- 8월 10일 - 대한민국 배우 전혜진.
- 8월 11일 - 콜롬비아 축구 선수 이반 코르도바.
- 8월 12일 - 대한민국 바둑 기사 김성룡.
- 8월 14일 - 대한민국 성우 장은숙.
- 8월 15일
  - 대한민국 셰프 오세득.
  - 네덜란드 축구 선수 바우더베인 젠던.
- 8월 21일 - 대한민국 배우 박선영.
- 8월 26일 - 스페인 가수 아마이아 몬테이로.
- 8월 29일 - 덴마크 축구 선수 욘 달 토마손.
- 9월 1일 - 일본 전 축구 선수 후쿠니시 다카시.
- 9월 3일 - 대한민국 전 태권도 국가대표 선수, 현 IOC 선수위원 문대성.
- 9월 6일
  - 대한민국 연예기획자, 국가대표농아인농구팀 감독 이형주.
  - 대한민국 연기자, 가수, 방송인 현영.
- 9월 7일 - 대한민국 SBS 아나운서 박은경.
- 9월 9일 - 대한민국 배우 정상훈.
- 9월 16일 - 대한민국 성우 한신정.
- 9월 20일 - 일본 성우 겸 가수 호리에 유이.
- 9월 22일 - 브라질 축구 선수 호나우두.
- 9월 26일
  - 독일 축구 선수 미하엘 발라크.
  - 대한민국 성우 박찬희.
- 9월 27일 - 이탈리아 축구 선수 프란체스코 토티.
- 9월 28일 - 러시아 종합격투기 선수 표도르 예멜리아넨코.
- 9월 29일 - 우크라이나 축구 선수 안드리 셰우첸코.
- 10월 4일 - 이탈리아 축구 선수 마우로 카모라네시.
- 10월 5일 - 대한민국 배우 송승헌.
- 10월 6일
  - 대한민국 배우 김윤경.
  - 대한민국 전 아나운서 조우종.
- 10월 7일 - 브라질 축구 선수 지우베르투 시우바.
- 10월 11일
  - 미국 배우 에밀리 데이셔넬.
  - 대한민국 야구인 이승엽.
- 10월 17일 - 대한민국 성우 문남숙.
- 10월 19일
  - 미국 배우 데즈먼드 해링턴.
  - 일본 전 축구 선수 사카이 히로시.
- 10월 21일
  - 대한민국 야구 선수 홍성흔.
  - 대한민국 배우 이종수.
  - 일본 배우 겐.
  - 대한민국 성우 전진아.
- 10월 27일 - 대한민국 배우 홍경인.
- 11월 1일 - 미국 배우 로건 마셜그린.
- 11월 9일 - 대한민국 정치인 노종용.
- 11월 10일 - 대한민국 희극인 윤성호.
- 11월 11일 - 대한민국 예술인 문봉진.
- 11월 16일 - 대한민국 전 야구 선수, 현 야구 코치 황두성.
- 11월 19일
  - 캐나다 배우 로빈 던.
  - 대한민국 야구 선수 권용관.
- 11월 22일
  - 대한민국 배우 겸 격투기선수 육진수.
  - 독일 축구 선수 토르스텐 프링스.
- 11월 25일 - 대한민국 배드민턴 선수 라경민.
- 12월 1일 - 뉴질랜드 배우 딘 오고먼.
- 12월 3일 - 대한민국 기자 김필규.
- 12월 4일 - 벨기에 전 축구 선수 음보 음펜자.
- 12월 5일 - 대한민국 SBS 아나운서 이병희.
- 12월 8일 - 대한민국 가수 이성우 (노브레인).
- 12월 9일 - 대한민국 배우 배수빈.
- 12월 11일 - 벨기에 축구 선수 티미 시몬스.
  - 일본 배우 세토 아사카.
- 12월 15일
  - 대한민국 배우 김준원.
  - 대한민국 가수 유승준.
- 12월 17일
  - 대한민국 축구 선수 김상식.
  - 스위스 축구 선수 파트리크 뮐러.
- 12월 20일 - 대한민국 배우 장혁.
- 12월 24일 - 대한민국 가수 유리 (쿨).
- 12월 26일 - 대한민국 배우 이재황.

### 1988년생
- 1월 2일
  - 대한민국 배우 김시후.
  - 대한민국 야구 선수 김상수.
  - 일본 성우 아케사카 사토미.
  - 덴마크 축구 선수 나디아 나딤.
- 1월 3일 - 북아일랜드 축구 선수 조니 에번스 (맨체스터 유나이티드 FC).
- 1월 7일
  - 네덜란드 음악 프로듀서 하드웰.
  - 대한민국 배우 임주은.
- 1월 9일 - 대한민국 축구 선수 고명진.
- 1월 11일
  - 대한민국 야구 선수 최승준.
  - 중국 가수 준준 (모닝구무스메).
- 1월 12일 - 대한민국 야구 선수 김현수 (두산 베어스).
- 1월 13일 - 스위스 축구 선수 카롤린 아베.
- 1월 14일
  - 대한민국 배우 김혜성.
  - 대한민국 레이싱모델 한민영.
- 1월 15일 - 대한민국 가수 Jun. K (2PM).
- 1월 16일 - 덴마크 축구 선수 니클라스 벤트네르 (VfL 볼프스부르크).
- 1월 21일 - 대한민국 야구 선수 김현우.
- 1월 22일
  - 독일 축구 선수 마르셀 슈멜처.
  - 독일 축구 선수 이자벨 케르쇼프스키.
- 1월 25일 - 대한민국 배우 겸 크리에이터 최다은.
- 1월 26일 - 대한민국 레이싱모델 김모아.
- 1월 27일 - 대한민국 레이싱모델 조세희
- 1월 29일
  - 한국계 미국인 야구 선수 최현.
  - 대한민국 전 스타크래프트 프로게이머 임진묵.
- 2월 3일 - 대한민국의 가수 규현 (슈퍼주니어).
- 2월 6일
  - 대한민국 야구 선수 강경덕 (볼티모어 오리올스).
  - 대한민국 뮤지컬배우 전동석.
- 2월 7일 - 대한민국 배우 이준 (엠블랙).
- 2월 8일
  - 대한민국 야구 선수 최주환 (두산 베어스).
  - 일본 모델, 배우 사사키 노조미.
- 2월 9일 - 대한민국 성우 권성혁.
- 2월 12일 - 대한민국 모델, 배우 설초록.
- 2월 13일 - 대한민국 배우 허이슬.
- 2월 14일
  - 대한민국 레이싱모델 임지혜.
  - 아르헨티나 축구 선수 앙헬 디 마리아 (맨체스터 유나이티드 FC).
- 2월 15일 - 일본 배우, 모델 구사노 히로노리.
- 2월 16일
  - 대한민국 아나운서 김윤상.
  - 대한민국 배우 김수현.
- 2월 18일
  - 대한민국 가수 최강창민 (동방신기).
  - 이스라엘 축구 선수 비브라스 나트호.
- 2월 20일
  - 대한민국 양궁 선수 기보배.
  - 바베이도스 가수 리한나.
  - 대한민국 배우 박신우
- 2월 22일 - 대한민국 래퍼 고우리 (레인보우).
- 2월 23일
  - 오스트레일리아 가수 Kevin (제국의 아이들).
  - 대한민국 가수 박나래 (스피카).
- 2월 24일 - 대한민국 야구선수 이재원.
- 2월 25일 - 중국 가수 대룡, 소룡 (테이스티).
- 2월 26일 -
  - 대한민국 배구선수 김연경.
  - 대한민국 배우, 모델 이연희.
- 2월 27일 - 대한민국 배우 노희지.
- 2월 28일 - 체코 싱어송라이터, 배우 마르케타 이르글로바.
- 2월 29일 -
  - 대한민국 배우 손수현.
  - 대한민국 야구 선수 최주환.
- 3월 1일
  - 대한민국 야구 선수 양현종 (KIA 타이거즈).
  - 대한민국 야구 선수 이상화 (롯데 자이언츠).
- 3월 2일 - 대한민국 프로게이머 이성은.
- 3월 3일 - 대한민국 아나운서 김지원.
- 3월 6일
  - 대한민국 스피드 스케이팅 선수 이승훈.
  - 대한민국 기상 캐스터 박희원.
- 3월 10일 - 대한민국 가수 인수 (마이네임).
- 3월 11일
  - 대한민국 야구 선수 윤지웅
  - 대한민국 배우 추수현.
- 3월 12일 - 대한민국 펜싱 선수 김지연.
- 3월 13일
  - 대한민국 아나운서 이재은.
  - 대한민국 배우 한서진.
- 3월 14일
  - 일본 가수 데구치 아키 (SKE48).
  - 미국 농구 선수 스테픈 커리.
  - 벨기에 전 축구 선수 임케 쿠르아.
  - 대한민국 가수, 레이싱모델 서진아
- 3월 17일 - 스웨덴 축구 선수 라스무스 엘름 (CSKA 모스크바).
- 3월 18일 - 대한민국 야구 선수 손아섭 (롯데 자이언츠).
- 3월 22일 - 대한민국 배우 박민우.
- 3월 23일
  - 대한민국 첼리스트 김소을.
  - 대한민국 야구 선수 정병곤.
  - 대한민국 레이싱모델 허윤미.
- 3월 26일
  - 대한민국 트로트 가수 김가현
  - 대한민국 축구 선수 유병수 (FC 로스토프).
- 3월 27일 - 일본 축구 선수 우치다 아쓰토.
- 3월 28일 - 대한민국 배우 백다은.
- 3월 31일 - 대한민국 쇼호스트 박태양.
- 4월 1일 - 대한민국 배우 정해인.
- 4월 3일 - 네덜란드 축구 선수 팀 크륄 (뉴캐슬 유나이티드 FC).
- 4월 4일 - 독일 축구 선수 나딘 케슬러.
- 4월 5일 - 대한민국 가수 양지원 (스피카).
- 4월 6일
  - 대한민국 개그우먼 김나희.
  - 잉글랜드 전 축구 선수 파브리스 무암바.
- 4월 9일
  - 대한민국 가수 유이 (애프터스쿨).
  - 일본 배우 유키 사야.
- 4월 10일 - 미국 배우 헤일리 조엘 오스먼트.
- 4월 13일 - 브라질 축구 선수 안데르손 (맨체스터 유나이티드 FC).
- 4월 14일 - 대한민국 축구 선수 김신욱 (울산 현대 축구단).
- 4월 15일 - 일본 성우 누마쿠라 마나미.
- 4월 16일 - 대한민국 야구 선수 김주현.
- 4월 17일 - 일본 가수, 타카 (ONE OK ROCK)
- 4월 18일 - 포르투갈 축구 선수 클라우디아 네투.
- 4월 19일 - 일본 가수, 배우 고지마 하루나.
- 4월 25일 - 중국 바둑 기사 퍄오원야오.
- 4월 28일
  - 스페인 축구 선수 후안 마타 (맨체스터 유나이티드 FC).
  - 대한민국 배우 미소윤.
  - 대한민국 배우 신지훈.
  - 대한민국 레이싱모델 하시영.
- 4월 29일 - 대한민국 가수 윤하
- 5월 2일
  - 대한민국 배우 고보결.
  - 이스라엘 축구 선수 베람 카얄.
- 5월 3일
  - 대한민국 가수 이유애린.
  - 대한민국 기자 이세영.
- 5월 5일
  - 영국 가수 아델.
  - 대한민국 래퍼 스웨이디.
- 5월 6일 - 대한민국 미국인 타일러 라쉬.
- 5월 9일
  - 대한민국 미스코리아 이윤아.
  - 대한민국 야구 선수 백창수.
  - 일본 배우 토쿠나가 에리.
- 5월 12일
  - 대한민국 기상 캐스터 신예지.
  - 브라질 축구 선수 마르셀루 (레알 마드리드).
  - 독일 축구 선수 바베트 페터.
- 5월 16일 - 대한민국 배우, 모델 안보현.
- 5월 17일 - 스웨덴 축구 선수 마르틴 올손.
- 5월 18일
  - 일본 배우 세토 코지.
  - 대한민국 배우 이가현.
  - 대한민국 그룹 빅뱅 멤버 태양 (가수).
- 5월 21일
  - 대한민국 가수, 뮤지컬 배우 박규리 (카라).
  - 대한민국 미스코리아 김주리.
- 5월 22일 - 이탈리아 축구 선수 일라리아 마우로.
- 5월 23일
  - 대한민국 방송연예인 예정화.
  - 대한민국 배우 강소연.
- 5월 24일 - 대한민국 배우 여의주.
- 5월 27일 - 아이슬란드의 축구 선수 비르키르 비아르드나손.
- 5월 31일 - 대한민국 배우 이수혁.
- 6월 1일 - 멕시코 축구 선수 하비에르 에르난데스.
- 6월 2일
  - 아르헨티나 축구 선수 세르히오 아구에로 (맨체스터 시티).
  - 대한민국 축구 선수 이승기.
  - 일본 축구 선수 이누이 다카시.
- 6월 4일
  - 대한민국 레이싱 모델 윤주하.
  - 대한민국 유튜버 허재원(허팝).
- 6월 7일 - 캐나다 배우 마이클 세라.
- 6월 9일 - 대한민국 요리연구가 정세미.
- 6월 11일 - 일본 배우, 가수 아라가키 유이.
- 6월 15일 - 스웨덴 축구 선수 한나 폴케손.
- 6월 17일 - 대한민국 배우 전혜진.
- 6월 18일 - 대한민국 가수 금미 (크레용팝).
- 6월 23일
  - 대한민국 야구 선수 김동한.
  - 노르웨이 축구 선수 이사벨 헬로브센.
- 6월 24일 - 미국 가수 닉쿤 (2PM).
- 6월 25일
  - 대한민국 아나운서 정지성.
  - 대한민국 컬링 선수 이슬비.
- 6월 27일
  - 대한민국 배우 양진성.
  - 독일 축구 선수 첼리아 샤시치.
- 6월 29일 - 아르헨티나 축구 선수 에베르 바네가 (세비야 FC).
- 7월 1일
  - 대한민국 농구선수 김선형.
  - 대한민국 기상캐스터 김지효.
- 7월 2일
  - 대한민국 프로게이머 최성훈.
  - 대한민국 축구 선수 이청용.
  - 조선민주주의인민공화국 축구 선수 라은심.
- 7월 7일 - 대한민국 미스코리아 김사라.
- 7월 8일 - 대한민국 축구 선수 임상협.
- 7월 9일 - 대한민국 개그우먼, 유튜버 장다운.
- 7월 11일 - 일본 성우 이구치 유카.
- 7월 14일 - 대한민국 프로게이머 윤용태 (웅진 스타즈).
- 7월 16일 - 스페인 축구 선수 세르히오 부스케츠 (FC 바르셀로나).
- 7월 21일 - 대한민국 개그맨, 유튜버 한으뜸.
- 7월 22일
  - 대한민국 야구선수 김광현 (SK 와이번스).
  - 일본 배우 요시타카 유리코.
- 7월 24일 - 대한민국 가수 한승연 (카라).
- 7월 26일
  - 일본 배우 아키모토 사야카.
  - 대한민국 배우 김규선.
- 7월 28일 - 대한민국 야구 선수 윤기호 (한화 이글스).
- 7월 29일 - 대한민국 래퍼 알렉산더 (유키스).
- 7월 30일 - 일본 가수 엔도 마이.
- * 7월 31일 - 대한민국 배우 박세영.
- 8월 3일 - 대한민국 성우 윤용식.
- 8월 4일
  - 대한민국 프로게이머 송병구 (삼성전자 칸).
  - 대한민국 교사, 인터넷 방송인 올리버쌤.
- 8월 6일 - 일본 배우 쿠보타 마사타카.
- 8월 8일
  - 대한민국 배우 이은성.
  - 대한민국 배우 수혜.
  - 대한민국 배우 장준유.
  - 요크 공녀 베아트리스
- 8월 12일 - 한국계 미국인 야구 선수 제이크 더닝 (샌프란시스코 자이언츠).
- 8월 13일 - 대한민국 배우 박지미.
- 8월 14일
  - 미국 인권운동가 케일라 뮬러.
  - 세르비아 축구 선수 류보미르 페이사.
  - 노르웨이 축구 선수 엘리세 토르스네스.
- 8월 15일 - 덴마크 축구 선수 사네 트뢸스고르.
- 8월 16일 - 미국 영화배우 루머 윌리스.
- 8월 17일 - 일본 배우 도다 에리카.
- 8월 18일 - 대한민국 래퍼, 배우 지드래곤 (빅뱅).
- 8월 19일 -  대한민국 개그우먼, 배우 송인화.
- 8월 21일 - 폴란드 축구 선수 로베르트 레반도프스키 (FC 바이에른 뮌헨)
- 8월 24일
  - 영국 배우 루퍼트 그린트.
  - 일본 축구 선수 요시다 마야.
  - 대한민국 성우 김연우
- 8월 25일
  - 대한민국 야구 선수 이정민.
  - 대한민국 가수 황광희 (제국의 아이들).
- 9월 2일
  - 스페인 축구 선수 하비 마르티네스 (FC 바이에른 뮌헨).
  - 대한민국 태권도 선수 김혜리.
- 9월 3일 - 독일 축구 선수 제롬 보아텡 (FC 바이에른 뮌헨).
- 9월 5일
  - 터키 축구 선수 누리 샤힌 (보루시아 도르트문트).
  - 에콰도르 축구 선수 펠리페 카이세도 (RCD 에스파뇰).
- 9월 6일 - 대한민국 가수 NS윤지.
- 9월 9일 - 일본 배우 나카무라 시즈카.
- 9월 11일 - 대한민국 배드민턴 선수 이용대.
- 9월 12일 - 대한민국 배우 고윤.
- 9월 13일
  - 대한민국 가수 오승아 (레인보우).
  - 대한민국 유도 선수 왕기춘.
  - 대한민국 가수 존 박.
  - 일본 피아니스트 츠지이 노부유키.
- 9월 15일
  - 대한민국 배우 김하린.
  - 대한민국 배우 류선영.
  - 대한민국 레이싱모델 한송이.
- 9월 18일 - 일본 배우 후쿠다 아야노.
- 9월 20일
  - 일본 가수 오모토 아야노.
  - 일본 배우 사토 아리사.
- 9월 22일 - 대한민국 야구선수 김재환 (두산 베어스).
- 9월 25일 - 일본 성우 이세 마리야.
- 9월 26일
  - 조선민주주의인민공화국 정치인 김여정.
  - 대한민국 배우 서윤아.
  - 핀란드 피겨스케이터 키라 코르피.
- 9월 27일 - 대한민국 가수 은지.
- 9월 28일
  - 대한민국 가수 죠앤.
  - 대한민국 야구 선수 임태훈 (두산 베어스).
- 9월 29일- 미국 프로 농구선수 케빈 듀란트
- 9월 30일 - 대한민국 프로게이머 우정호.
- 10월 2일 - 대한민국 배우 이가령.
- 10월 4일 -  대한민국 래퍼 유빈 (원더걸스)
- 10월 5일 - 대한민국 배우 길은혜
- 10월 6일
  - 일본 배우 호리키타 마키.
  - 대한민국 야구 선수 임치영.
- 10월 12일 - 벨기에 축구 선수 야니서 케망.
- 10월 14일 - 미국 배우 맥스 시리엇.
- 10월 15일 - 독일 축구 선수 메수트 외질 (아스널 FC).
- 10월 16일
  - 대한민국 개그우먼 권미진.
  - 대한민국 야구 선수 김강.
- 10월 17일
  - 대한민국 기자 신혜원.
  - 일본 배우 오시마 유코.
- 10월 20일
  - 일본 가수 니이가키 리사 (모닝구무스메).
  - 중국 탁구 선수 마룽
- 10월 28일 - 대한민국 배우 고은아.
- 10월 29일 - 대한민국 배우 이지훈.
- 10월 31일 - 대한민국 배우 황승언.
- 11월 6일
  - 대한민국 뮤지컬 배우 영한 (티버드).
  - 대한민국 배우 한혜린.
- 11월 8일 - 대한민국 배우 전수진.
- 11월 9일 - 대한민국 프로게이머 이현우.
- 11월 11일 - 대한민국 미스코리아 이성혜.
- 11월 12일 - 대한민국 배우 왕지원
- 11월 16일
  - 대한민국 야구선수 정영일.
  - 일본 야구선수 다카하시 도모미.
- 11월 17일 - 미국 가수 에릭 남.
- 11월 18일 - 대한민국 전 가수, 배우 성인규.
- 11월 21일 - 대한민국 야구 선수 김대우.
- 11월 22일 - 대한민국 가수 원준 (소년공화국).
- 11월 24일 - 대한민국 야구 선수 이재곤 (롯데 자이언츠).
- 11월 27일 - 대한민국 배우, 가수 김진엽.
- 12월 1일
  - 대한민국 배우, 가수 임시완 (제국의 아이들).
  - 대한민국 성우 김신우.
- 12월 3일 - 대한민국 래퍼 도우 (에이젝스).
- 12월 5일
  - 일본 축구 선수 시오타니 쓰카사.
  - 일본 축구 선수 우쓰기 루미.
- 12월 7일 - 대한민국 축구 선수 김도연.
- 12월 8일
  - 대한민국 래퍼 박동민 (점퍼).
  - 대한민국 야구 선수 이승우.
- 12월 10일 - 세르비아 축구 선수 네벤 수보티치 (보루시아 도르트문트).
- 12월 12일 - 대한민국 가수 은정 (티아라).
- 12월 14일 - 대한민국 배우 김보정.
- 12월 16일
  - 대한민국 배우 박서준.
  - 독일의 축구 선수 마츠 후멜스 (보루시아 도르트문트).
  - 대한민국 유도 선수 조준호.
- 12월 17일
  - 대한민국 골프 선수 김하늘.
  - 대한민국 쇼트트랙 선수 진선유.
  - 대한민국 야구 선수 김민성 (LG 트윈스).
  - 한국계 미국인 가수 제시.
- 12월 19일
  - 칠레 축구 선수 알렉시스 산체스 (아스널 FC).
  - 스웨덴 축구 선수 엠마 베릴룬드.
  - 대한민국 레이싱모델 이지민
- 12월 21일 - 대한민국 야구 선수 임현준.
- 12월 23일 - 
  - 대한민국 미스코리아 김민정.
  - 일본 가수 카메이 에리 (모닝구 무스메).
  - 일본 가수 가시노 유카.
- 12월 24일
  - 대한민국 가수 김재경 (레인보우).
  - 대한민국 가수 윤수현.
  - 대한민국 배우 박진주.
  - 그리스 축구 선수 스테파노스 아타나시아디스.
- 12월 25일 - 대한민국 배우 이정윤.
- 12월 27일 - 대한민국 래퍼 택연 (2PM).

### 2000년생
- 1월 6일
  - 대한민국 가수 권은빈 (CLC).
  - 중화민국 가수 슈화 ((여자)아이들).
- 1월 7일 - 대한민국 가수 세이 (위키미키).
- 1월 9일 - 대한민국 가수 지훈 (TRCNG).
- 1월 11일
  - 대한민국 가수 이석철 (더 이스트라이트).
  - 대한민국 가수 이채연 (아이즈원).
- 1월 12일 - 대한민국 리그 오브 레전드 프로게이머 김태기.
- 1월 17일 - 대한민국 래퍼 찬희 (SF9).대한민국의 야구선수 정은원
- 1월 19일 - 대한민국 피겨 스케이팅 선수 최다빈.
- 1월 22일 - 대한민국 가수 이서연 (Fromis 9).
- 1월 26일 - 대한민국 가수 서령 (공원소녀).
- 2월 9일 - 대한민국 배우 박우림
- 2월 11일 - 대한민국 스트리머 양아지
- 2월 12일 - 대한민국 배우 김지민.
- 2월 21일 - 대한민국 가수 경윤 (동키즈).
- 2월 28일 - 일본 배우, 가수 카미시라이시 모카.
- 3월 5일 - 대한민국 배우 겸 방송인 정성영.
- 3월 9일 - 대한민국 가수 활 (더보이즈).
- 3월 11일 - 대한민국 리그 오브 레전드 프로게이머 황성훈.
- 3월 17일 - 대한민국 바둑기사 신진서.
- 3월 20일 - 대한민국 래퍼 현진 (스트레이 키즈).
- 3월 21일 - 대한민국 가수 윤산하 (아스트로).
- 3월 23일 - 중국 가수 런쥔 (NCT).
- 3월 25일 - 터키 축구 선수 오잔 카바크.
- 4월 6일 - 미국 배우 CJ 애덤스.
- 4월 9일 - 미국 가수 재키 이베잉코.
- 4월 12일 - 대한민국 래퍼 선우 (더 보이즈).
- 4월 13일 - 미국 가수 낸시 (모모랜드).
- 4월 15일 - 대한민국 배우 홍태의.
- 4월 20일 - 대한민국 래퍼 빈첸.
- 4월 23일 - 대한민국 가수 제노 (NCT).
- 4월 25일 - 대한민국 배우 정다빈.
- 4월 27일 - 대한민국 래퍼 불리 다 바스타드.
- 5월 2일- 대한민국 야구선수 홍종표
- 5월 5일 - 중국 아이돌 가수 쑨전니
- 5월 8일 - 대한민국 리그 오브 레전드 프로게이머 전태권.
- 5월 9일 - 대한민국 배우 정인서.
- 5월 10일 - 대한민국 가수 진영 (워너원, CIX).
- 5월 14일 - 대한민국 가수 이채영 (Fromis 9).
- 5월 18일 - 잉글랜드 축구 선수 라이언 세세뇽
- 5월 20일 - 일본 가수 아사이 나나미.
- 5월 21일 - 대한민국 가수 Bel (더스틴).
- 5월 22일 - 대한민국 가수 양예나 (에이프릴).
- 5월 26일 - 대한민국 가수 예지 (ITZY).
- 5월 30일 - 대한민국 래퍼 노엘(NO:EL).
- 6월 1일 - 대한민국 가수 이나경 (Fromis 9).
- 6월 4일 - 대한민국 래퍼 이로한
- 6월 6일 - 대한민국 가수 해찬 (NCT).
- 6월 7일 - 일본 축구 선수 세코 아유무
- 6월 12일 - 대한민국 배우 박유선.
- 6월 15일 - 대만 첼로 연주자 어우양나나.
- 6월 20일 - 이라크 축구 선수 모하나드 알리.
- 6월 23일 - 대한민국 배우 김현수.
- 7월 7일 - 대한민국 래퍼 하온
- 7월 21일
  - 노르웨이 축구선수 엘링 브레우트 홀란.
  - 대한민국 가수 리아 (ITZY).
- 7월 23일 - 일본 여성 아이돌 그룹 SKE48 팀E 와 러브 크레센도 와 무시카고 의 멤버 고토 라라
- 7월 25일 - 대한민국 배우 성유빈.
- 7월 26일 - 조지아 유도 선수 라샤 베카우리.
- 7월 30일 - 태국 배우 겸 싱어송라이터 야니네 바이겔
- 7월 31일 - 대한민국 배우 김새론.
- 8월 1일
  - 대한민국 가수 김채원 (아이즈원).
  - 대한민국 역도 선수 이선미.
- 8월 5일 - 대한민국 전 가수 혜연.
- 8월 9일 - 대한민국 배우 김향기.
- 8월 12일 - 대한민국 축구선수 제갈재민 (대구 FC)
- 8월 13일 - 대한민국 가수 재민 (NCT).
- 8월 16일 - 대한민국 가수 재윤 (TOO).
- 8월 24일 - 대한민국 가수 최보민 (골든차일드).
- 8월 28일 - 대한민국 가수 레이첼 (에이프릴).
- 8월 29일 - 일본 배우 하마베 미나미
- 9월 4일 - 대한민국 가수 지원 (체리블렛).
- 9월 8일 - 대한민국 쇼트트랙 선수 김건희
- 9월 9일 - 대한민국 배우 이형석.
- 9월 12일 - 일본 여성 아이돌 그룹 HKT48 팀TII의 멤버 사카모토 에레나
- 9월 14일 - 대한민국 래퍼 한 (스트레이 키즈).
- 9월 15일 - 호주 래퍼 필릭스 (스트레이 키즈).
- 9월 21일 - 대한민국 미국계 가수 겸 방송인 마리아 리스.
- 9월 22일
  - 대한민국 가수 승민 (스트레이 키즈).
  - 대한민국 배우 송채윤.
- 9월 28일 - 대한민국 배우 안도규.
- 9월 30일 - 대한민국 배우 윤서아.
- 10월 6일 - 대한민국 가수 루아 (위키미키).
- 10월 10일 - 중국 가수 양양 (WayV).
- 10월 13일 - 대한민국 배우 강수한.
- 10월 14일 - 대한민국 리그 오브 레전드 프로게이머 이가을.
- 10월 16일 - 일본 배우 야기 유키.
- 10월 17일 - 대한민국 가수 앤 (공원소녀).
- 10월 19일 - 대한민국 가수 희진 (2000년) (이달의 소녀).
- 11월 10일 - 대한민국 배우 박준목.
- 10월 24일 - 일본 여성 아이돌 그룹 HKT48 팀H의 멤버 아키요시 유카
- 10월 29일 - 대한민국 뮤지컬 배우 겸 방송인 김시은.
- 10월 31일 - 미국 배우 밎 가수 윌로우 시미스.
- 11월 3일 - 대한민국 배우 김유리
- 11월 8일 - 중국 가수 겸 배우 왕위안
- 11월 10일 - 미국 배우 매켄지 포이
- 11월 14일 - 대한민국 래퍼 시연 (프리스틴).
- 11월 15일
  - 대한민국 가수 현진 (이달의 소녀).
  - 대한민국 래퍼 양승호
- 11월 19일 - 대한민국 가수 고원 (이달의 소녀).
- 11월 20일 - 영국 가수 코니 탤벗.
- 11월 28일 - 중국 가수 겸 배우 이양첸시
- 12월 1일 - 대한민국 가수 강석화 (위아이).
- 12월 2일 - 대한민국 프로게이머 문원희.
- 12월 5일 - 대한민국 가수 수빈 (투모로우바이투게더)
- 12월 6일 - 대한민국 가수 연희 (로켓펀치).
- 12월 10일 - 대한민국 가수 다온 (더스틴).
- 12월 14일 - 대한민국 배우 최원홍.
- 12월 19일 - 대한민국 리그 오브 레전드 프로게이머 차희민.
- 12월 22일 - 대한민국 가수 에릭 (더 보이즈).
- 12월 23일 - 일본 아이돌이며, 여성 아이돌 그룹 AKB48 팀8와 팀B의 멤버 사카구치 나기사
- 12월 28일
  - 브라질 배우 겸 가수 라리사 마노엘라
  - 대한민국 가수 이무진
- 12월 29일 - 중국 가수 이런 (에버글로우).

### 2012년생
- 1월 24일 - 덴마크 공주 아테나 애 몽페자 여백작
- 1월 25일 - 대한민국 아역 배우 권예은
- 2월 1일 - 대한민국 유튜버 송나윤 (루루체체TV)
- 2월 23일 - 스웨덴 공작 에스텔 아브 외스테르예틀란드 여공작
- 3월 12일
  - 대한민국 유튜버 김서준 (제이제이튜브)
  - 대한민국 아역 배우 박소이
- 4월 10일 - 대한민국 가수 겸 국악인 김태연
- 4월 14일 - 대한민국 아역 배우 송민재
- 4월 23일 - 미국 한국계 미국인 배우 앨런 김 (김선)
- 7월 4일 - 대한민국 아역 배우 신비
- 7월 21일 - 대한민국 아역 배우 남윤서
- 8월 11일 - 대한민국 유튜버 유태희 (태희의 해피하우스)
- 9월 26일 - 대한민국 아역 배우 김지유
- 11월 16일 - 대한민국 아역 배우 최고
- 12월 24일 - 대한민국 아역 배우 이아라
- 미상 - 쿠르드계 시리아 난민 어린이 알란 쿠르디

1. ↑  도쿠가와 이에야스(德川家康)가 1603년 에도(江戶)에 수립한 무가(武家) 정권. 15대 265년으로 막을 내렸다.